# Élan (A768)
Pour les articles homonymes, voir Élan (homonymie).
Le BSR Élan (A768) est un navire de services français. Il a été construit aux Chantiers et ateliers de la Perrière à Lorient. 
Ce remorqueur ravitailleur est de type Chamois, série de 6 bâtiments de soutien de région (BSR), dont les plans sont dérivés des remorqueurs ravitailleurs de plates-formes pétrolières de la Ferronia International Shipping (FISH).

## Service
Il est d'abord basé à Brest à la Direction du port. Depuis le 1er mai 1998 il est affecté à la base navale de Cherbourg.
La ville du Tréport est sa marraine depuis le 17 janvier 2003.
Sa mission principale est le soutien logistique de la région maritime de la Manche et la mer du Nord. Il a reçu des installations adaptées aux missions militaires. Avec une capacité de vivres de 30 jours, il a un rayon d'action de 7 200 milles nautiques.
Il est intervenu dans le cadre de la lutte anti-pollution lors du naufrage de l’Erika en décembre 1999.
Il fut retiré du service en début juillet 2019 à Cherbourg. Il est actuellement en désarmement.

## Caractéristiques techniques

### Assistance en mer et ravitaillement
Une plateforme arrière permet un chargement jusqu'à 120 tonnes de fret. Il possède deux treuils de travail et remorquage de 30 tonnes de traction  et deux treuils de touage de 4,5 tonnes.
Une grue hydraulique et une bigue de 50 tonnes de charge complètent cet équipement.

### Lutte anti-pollution
Le système embarqué Sirène 20 permet la récupération d'hydrocarbures en surface. Il est composé d'un tangon écarteur, d'un barrage concentrateur, d'un ensemble de pompage de 100 m3/h, et d'un réservoir flottant de grande capacité pour le stockage. Quand l'hydrocarbure se présente sous forme de galettes, la récupération se fait avec un chalut récupérateur.

### Lutte incendie
Son système anti-incendie comprend 2 canons à mousse alimentés par 1 pompe au débit de 110 m3/h.

### Drome
Une embarcation pneumatique 6 places avec un moteur hors-bord de 20 ch.